# Will Smith (Home and Away)
William "Will" Smith, es un personaje ficticio de la serie de televisión australiana Home and Away, interpretado por el actor Zac Drayson el 13 de febrero de 1998 hasta el 2002, Zac regresó a la serie apariciones frecuentemente del 2003 hasta el 2005. El 14 de octubre de 2010 Zac regresó brevemente a la bahía y su última aparición fue el 8 de febrero de 2011.

## Biografía
Will junto a sus hermanos Hayley y Nick provenían de un hogar destruido; su padre era un alcohólico y su madre sufría de una enfermedad psicológica grave lo que ocasionaba que se volviera violenta y lo golpeara, Eve al final terminó en un manicomio y junto a sus hermanos fueron puestos en un hogar adoptivo.
Después de huir de un hogar adoptivo terminó en las calles hasta que conoció a Damian Roberts quien le dijo que su madre Irene Roberts ayudaba a jóvenes, al llegar a Summer Bay, Will apareció en la puerta de Irene diciendo que Damian e había dicho que podía quedarse.
Will quiso reunir a su familia, en especial a sus hermanos menores Hayley y Nick, quienes se encontraban en un hogar adoptivo. Así que comenzó a causar problemas entre Irene y Joe Rainbow diciéndoles que la otra hablaba mal de ella, sin embargo, al ver que sus hermanos eran felices en el hogar decidió parar, se disculpó por sus acciones y se fue a vivir con Irene.
Al inicio no estaba feliz por volver a la escuela, pero pronto se hizo muy buen amigo de Sam Marshall, Mitch McColl, Edward Dunglass y después de Noah Lawson. También comenzó a salir con Gypsy Nash, al inicio la relación tuvo algunos problemas ya que en el primer día de clases Will peleó con el nuevo maestro de educación física Joel, el padre de Gypsy. Poco después Joel animó a Will a unirse al equipo de jabalina, pero molesta por la idea de que su padre y su novio se hicieran amigos, le dijo a Will que Joel solo estaba interesado en él porque podía ganar trofeos, por lo que Will se hizo descalificar de la competencia. Finalmente olvidaron sus diferencias y Joel ayudó a Will cuando este fue acusado falsamente de robar, esto ocasionó que entablaran una relación de maestro-alumno, años después cuando Joel fue herido en un deslizamiento de tierra, Will paso toda la noche cuidándolo.
La relación con Gypsy llegó más lejos cuando ambos se quedaron atrapados en la escuela después de escaparse a un concierto, pero Gypsy comienza a sentir celos al ver a una chica nueva con él, poco después se descubrió que la chica era Hayley, su hermana, quien al aburrirse de sus padres adoptivos, decidió irse a vivir con él en Summer Bay.
Cuando Joey fue diagnosticado con esquizofrenia, lo ayudó a enfrentarlo. Después de que Irene se fuera de la bahía por un tiempo Will, Hayley y Joey Rainbow se fueron a vivir con Ailsa Stewart, poco después su hermano menor Nick llegó y se metió en problemas, aunque Will trató de evitar que su hermano fuera golpeado por unos narcotraficantes a quienes les debía dinero, no lo logró.
Durante una caminata junto a Hayley, Sam y Gypsy, son tomados como rehenes por Murray, un vagabundo que acababa de robar el Diner, después de lograr convencerlo de entregarse todos salieron a salvo. Impresionada por su comportamiento y por su confesión de amor intentan seguir su relación, pero antes de que puedan hacerlo, Will se va a la ciudad a visitar a Nick.
A su regreso se entera de que Gypsy está saliendo con un hombre mayor, Robert Perez. Will y Tom, el hermano de Gypsy, comienzan a sospechar de Robert y descubren que en realidad es el criminal David DiAngelo, quien después de vengarse de Joel, secuestra a Gypsy. Luego de ser rescatada Will la ayuda a superarlo y descubre que Gypsy tiene un problema con la bebida, así que decide contárselo a su madre, Natalie. 
Poco después Will comienza a salir con Peta Janossi, amiga de Hayley. Will la ayuda a esconder que su abuela murió y que vive sola con su hermano, pero Irene se entera y hace que Peta se vaya a vivir con Joel y Natalie Nash. Will todavía tenía sentimientos hacia Gypsy, al final su relación con Peta terminó y regresó con Gypsy.
Will se molestó cuando su padre, Ken apareció en Bay, para reconstruir su relación con él y Hayley, pero más cuando Ken comenzó a salir con Irene, poco después descubrió que su padre había comenzado a beber de nuevo y junto a Hayley le dijeron que se fuera y que solo regresara cuando estuviera mejor. Ken regresó algunos meses después y con él se trajo a Nick; finalmente Will perdonó a su padre y comenzaron a entablar una estrecha relación.
Cuando Will se entera de que Gypsy lo engañó con Charlie Nicholas se molestó tanto que terminó destrozando la escuela con una moto, luego de ser descubierto fue obligado a cumplir servicio comunitario, donde conoce a Sandy quien resultó ser Ayisha King, una descuidada niña rica que se estaba quedando en la casa de sus padres. Meses después Ayisha regresó embarazada esperando que Will se encargara del bebé, pero Will le dijo que sólo la veía como una amiga y Ayisha se fue con Sam. 
Su próxima relación fue con Dani Sutherland, pero esta se vio obstaculizada cuando Tara Mills, una niña de la escuela pensaba que Will era su novio, luego de que este la defendiera de su padre. Poco después su padre se comprometió con Irene y le pidió a Will que fuera su padrino y el aceptó; mientras tanto Will comenzó a ayudar a su padre en el taller y un día lo dejó solo mientras hablaba con Dani; cuando volvió descubrió que su padre había sido aplastado por uno de los coches, al sacarlo Ken murió en sus brazos y Will se sintió culpable de su muerte por haber quitado el coche. 
Antes de morir Will le prometió a su padre que se ocuparía de sus hermanos, así que decide abandonar la escuela y comenzar a trabajar con Alf Stewart. Devastado por la muerte de su padre comenzó a ser duro con sus hermanos hasta que Irene lo convenció de parar. Su relación con Dani comenzó a desgastarse cuando ella empezó a sentir celos del tiempo que Will pasaba con Gypsy. Cuando terminaron Will y Gypsy se acostaron pero regresó con Dani cuando esta fue violada por Kane Phillips, Will la apoyó pero en el juicio se vio obligado a admitir que Dani le había dicho que no había sido culpa de Kane, lo cual pudo haber contribuido a su liberación, después de que Will regresara del lanzamiento del libro que Hayley había ilustrado, trató de seguir su relación con Dani pero luego terminaron para siempre.
Cuando se enteró de que Gypsy estaba embarazada le preguntó si él era el padre, pero ella le dijo que no. Después de cinco meses se dio cuenta de que Gypsy le había mentido al descubrir una foto de ellos juntos al lado de una imagen del ultrasonido.
Will y Gypsy se dieron cuenta de que todavía tenían sentimientos el uno por el otro y terminaron mudándose juntos, poco después Gypsy dio a luz a su pequeña hija, Lily Smith en la carretera, después de dar a luz Will le propuso matrimonio y ella aceptó.
Poco después Will desapareció durante una tormenta pero luego de ser rescatado y obtener su licencia de trabajo, decidió tomar un trabajo en Queensland, lo que significaba que podían estar cerca de la familia de Gypsy. Sin tiempo para obtener una licencia de matrimonio, Will y Gypsy se "casaron" frente a amigos y familiares antes de irse de Summer Bay con Lily. Poco después se casaron oficialmente en Queensland y a menudo eran visitados por Nick y Jesse McGregor. 
En el 2003 regresó cuando él y Gypsy comenzaron a tener problemas y se horrorizó al ver que Kane estaba de vuelta y que había sido aceptado por Irene y los demás. Al final regresó con Gypsy y solucionaron sus problemas.
En el 2004 regresó de nuevo para la boda de su hermana Hayley con Noah Lawson, donde le reveló a Jesse McGregor que su hija Rachel, quien había estado viviendo con los Nash, le había pedido a él y a Gypsy que la adoptaran, después de pensarlo Jesse aceptó.
Regresó dos veces en el 2005, la primera para el cumpleaños número 60 de Alf y la segunda para la "boda" de su hermana con Kim Hyde, Will al darse cuenta de que Hayley no estaba feliz con su futura boda, habló con ella. Al final Hayley no se casó con Kim, al revelar que todavía seguía enamorada de Scott Hunter.
Poco después de su regreso a Summer Bay en el 2010 con su hija Lily, Will le revela a Irene, que la verdadera razón de su regreso, es que engañó a Gypsy con alguien más, por lo que Irene queda sorprendida por su revelación. Poco después obtiene un trabajo en el Bait Shop, propiedad de Alf Stewart. Sin embargo, su relación con Alf comenzó a deteriorarse después de que apareciera sin vida el cuerpo del criminal Penn Graham, lo que ocasionó que varios de los residentes de Bay se volvieran los principales sospechosos. Durante las investigaciones Will le dijo al detective Robert Robertson que había visto a Alf con sangre, Robertson arrestó a Alf y más tarde sintiéndose mal por lo que había hecho Will le dijo a Robertson que había mentido en su testimonio, por lo que Alf salió libre.
Más tarde en febrero del 2011 por fin se reveló que Will había sido el responsable de la muerte de Penn, después de que lo apuñalara en defensa propia mientras intentaba defender a Diara Henessey de Penn. Poco después Will fue encarcelado por sus acciones.